# میلتون (حوزه سرشماری)، ورمانت
میلتون (به انگلیسی: Milton) یک منطقهٔ مسکونی در ایالات متحده آمریکا است که در شهرستان فرانکلین، ورمانت واقع شده‌است. میلتون ۳٫۷ کیلومتر مربع مساحت و ۱٬۸۶۱ نفر جمعیت دارد و ۹۱٫۴۴ متر بالاتر از سطح دریا واقع شده‌است.